# Hồ Quý Ly
Hồ Quý Ly (1336-1407?) byl zakladatel krátkodobé vietnamské dynastie Hồ.

## Život
Původním jménem Lê Quý Ly se narodil roku 1336, jako šestnáctý potomek mandarína vietského původu v jižní Číně (provincie Če-ťiang), jehož předky lze vysledovat do 9. století, a který byl za vlády dynastie pozdní Chan čínským guvernérem Diễn Châu (provincie Nghe An). Lê Quý Ly byl údajně potomkem mytického čínského císaře Jü Šuna (vietnamsky Ngu Thuấn, jehož jméno Lê Quý Lyho později pravděpodobně inspirovalo k přejmenování země na Đại Ngu).
Lê Quý Ly původně zastával funkci vysokého úředníka u královského dvora posledního vládce dynastie Trần (1225-1400), jejíž sláva a moc však upadala. Naopak moc i vliv si postupně získával Lê Quý Ly a roku 1399, ve věku 63 let, se stal strůjcem státního převratu, poté se zbavil všech členů dynastie Trần, ne však zcela důsledně, což se mu v budoucnu stalo osudným. V roce 1400 se prohlásil králem Hồ Quý Lyem. Koncem téhož roku se oficiálně vzdal vlády a předal jí svému nejstaršímu synovi Hồ Hán Thươngovi, přesto si ponechal většinu pravomocí a fakticky vládl i nadále.
Když se Hồ Quý Ly dostal k moci, změnil jméno země z historického názvu Đại Việt na Đại Ngu. Země se nacházela v neutěšeném stavu a ovládal ji chaos. Hồ Quý Ly, díky svému působení v nejvyšších politických kruzích dobře věděl, co tento stav způsobilo. Příčinou většiny problémů byla politika odměňování vysokých úředníků králi dynastie Ly a rozmařilá vláda dynastie Trần, kdy byly vysokým úředníkům přidělovány pozemky, a to většinou doživotně. Tyto majetky se pak stávaly dědičnými a dál se zvětšovaly na úkor rolníků, kteří na nich pracovali. V roce 1400 tvořily rolnické třídy ty nejchudší masy nevolníků a bezzemků, kteří se toulali zemí a zaplétali se do různých povstání. Na druhé straně stála třída bohatých feudálních pánů, kteří se většinou zajímali o jediné – o vykořisťování rolnictva. Dalším faktem byly důsledky válek s tradičním jižním rivalem – Čampou.
Hồ Quý Ly si byl vědom, že klíčem ke zlepšení ekonomické situace země jsou agrární reformy, takže pouze prospívající a zdanitelné rolnictvo by mohlo poskytnout zdroje k znovuoživení moci v zemi a snížit příčiny sociálních nepokojů. Proto zahájil sérii reforem vedoucích k obnově upadajícího hospodářství a celkové obrodě a stabilizaci země. Jeho cílem bylo obnovení ekonomiky státu a jeho moci, ale politické výsledky byly tragické. Většina feudálních pánů, jejichž pozemky byly reformami Hồ Quý Lyho okleštěny, se postavila na stranu dynastie Trần, která se v zoufalém pokusu znovuzískat svůj trůn obrátila na dvůr čínské dynastie Ming. (vietnamsky nhà Minh) V roce 1406 tak byla země s poměrně čerstvým názvem Đại Ngu vystavena čínské invazi vojska dynastie Ming, usilující o obnovení tradic Říše středu a tím i o znovunastolení nadvlády nad bývalým jižním vazalem. Invaze sice byla odražena, neboť Hồ Quý Ly byl i brilantním stratégem a pravděpodobně se mu podařilo zmobilizovat největší armádu proti Číně, jakou kdy Vietnam v historii disponoval.
Přesto se v roce 1407 vzdal, dobře si vědom celkové čínské převahy. Téhož roku byl zajat spolu se svým synem a odvlečen mingskými vojsky do čínského zajetí, kde byl pravděpodobně i zabit. Ve Vietnamu tak začalo temné období nadvlády Mingů ve spolupráci s kolaborantskou loutkovou vládou dynastie – znovuobnovené Trần. Tu pak roku 1428 vytstřídala dlouhá vláda dynastie obnovené Lê, a to až do roku 1788.

## Nejdůležitější reformy a dílo
- Nakázal úředníkům, aby přeměřili množství orné půdy a provedli nové sčítání lidu s cílem získat přesnější informace o národních majetkových aktivech a pracovní síle.
- Nechal zkonfiskovat zemědělskou půdu, její soukromé vlastnictví omezil na 4000 m², zbylá půda pak připadla státu.
- Hồ Quý Ly nechal vytisknout první papírové peníze na území Vietnamu. Jednalo se o sedm druhů bankovek, jejichž padělání se trestalo přísně – smrtí.
- Došlo ke zpřísnění daní a také k revizi seznamů mužů schopných vojenské služby, země tak získala účinnější vojenský potenciál.
- Vzhledem k tomu, že královské sídelní město Thành Long bylo stále pod silným vlivem přívrženců bývalé dynastie Trần, nechal Hồ Quý Ly vybudovat nové město v oblasti dnešní provincie Thanh Hóa pod názvem Tây Đô.
- Zakládal nemocnice (Quảng tế thự) pro prosté obyvatelstvo, dal kopat kanály, stavět silnice a budovat obranné linie.
- Jedny z nejzásadnějších Hồ Quý Lyho reforem byly v oblasti školství a vzdělanosti, neboť zavedl vietnamštinu jako zkouškový úřední jazyk, ta se tak začala zapisovat tzv. jižními znaky (chữ Nôm). Sám do těchto znaků přeložil některé části z pěti klasických knih mistra Konfucia, jehož vyznavačem byl, a rovněž se dochovalo několik jeho vlastních básní. Napsal knihu Minh Ðạo, ve které kritizoval čínskou dynastii Sung a která posléze posloužila jako základ pro jeho reformy.
- V roce 1403 vyslal do Čampy vojsko, které dobylo a kolonizovalo oblasti v okolí dnešního města Huế, čímž došlo k dalšímu rozšíření vietnamského území směrem na jih.